# 季莫申科聯盟
季莫申科聯盟是以烏克蘭政治家尤莉婭·季莫申科為首的中间派政黨聯盟。該黨在烏克蘭議會的領導人為伊凡·基里連科（Ivan Kyrylenko）。2010年11月16日，聯盟更名為「全烏克蘭祖國聯盟」。

## 概要
季莫申科聯盟成立於2002年議會選舉，吸引了烏克蘭西部和烏克蘭語省份（州）的眾多選民。而在烏克蘭東部與南部支持率較低（該地區以俄語民眾為主）。該聯盟在最近幾年吸收了來自俄語省份的政治家，如克里米亞的柳德米拉·傑尼索娃和盧甘斯克州的娜塔莉婭·科羅列夫斯卡婭。由於聯盟領導人季莫申科是橙色革命的領袖之一，因此媒體也稱之為「橙黨」。該政黨聯盟中有部分重要成員是橙色革命的反對方（藍營），如現任烏克蘭議會的季莫申科聯盟黨團領袖伊萬·基里連科。其他重要人物有反蘇聯列夫科·盧科揚涅科、前烏克蘭民族大會－烏克蘭民族自衛（UNA-UNSO）領袖安德烈·史基爾。
季莫申科聯盟計畫在選舉名單中加入更多的教育界代表。季莫申科表示：「某些部門有強力的遊說團體。但議會中只有三至四位代表教育與健保界的遊說者。因此有些部門缺乏資金，有些則資金過多。」
聯盟領導人季莫申科曾表示企業代表不會支配她所屬的政治勢力進行決策：「議會中有企業代表，但不會引導政治。這是我的政治勢力與地區黨不同的實例。」
不過許多億萬富翁在烏克蘭議會屬於季莫申科聯盟。

## 2010年烏克蘭總統選舉
季莫申科聯盟已決定由現任總理尤莉婭·季莫申科作為下屆總統大選候選人，第一輪投票定於2010年1月17日舉行。

### 民意調查
季莫申科聯盟與其領袖尤莉婭·季莫申科一直在民意調查中維持第二高政黨/候選人支持率，多數分析家預測尤莉婭·季莫申科與維克托·亞努科維奇將在2010年二月的第二輪投票對決。

## 歷史

### 成立
季莫申科在2001年1月遭總統列昂尼德·庫奇馬解除副總理職務後，在2月9日成立一個鬆散組織救國委員會。這個組織在2001年11月併入季莫申科聯盟。
在2002年3月30日的議會選舉中，下列自由主義和民族主義政黨組成聯盟：
- 全烏克蘭祖國聯盟
- 烏克蘭共和黨集會（Ukrajins'ka Respublikanska Partija Sobor）
- 烏克蘭共和黨（Ukrajinska Respublikanska Partija）
- 烏克蘭社會民主黨

該聯盟得票率為7.2%，拿下議會450席中的21席。這個結果優於預期，因為季莫申科聯盟只能運用有限的媒體資源，地方政府支援也有限。
該聯盟在2004年烏克蘭總統大選中支持維克托·尤先科，並在民間大規模非暴力抗議行動中（後來為人所知的烏克蘭橙色革命）表現活躍。2005年1月，尤先科任命季莫申科為烏克蘭總理。

### 選舉突破

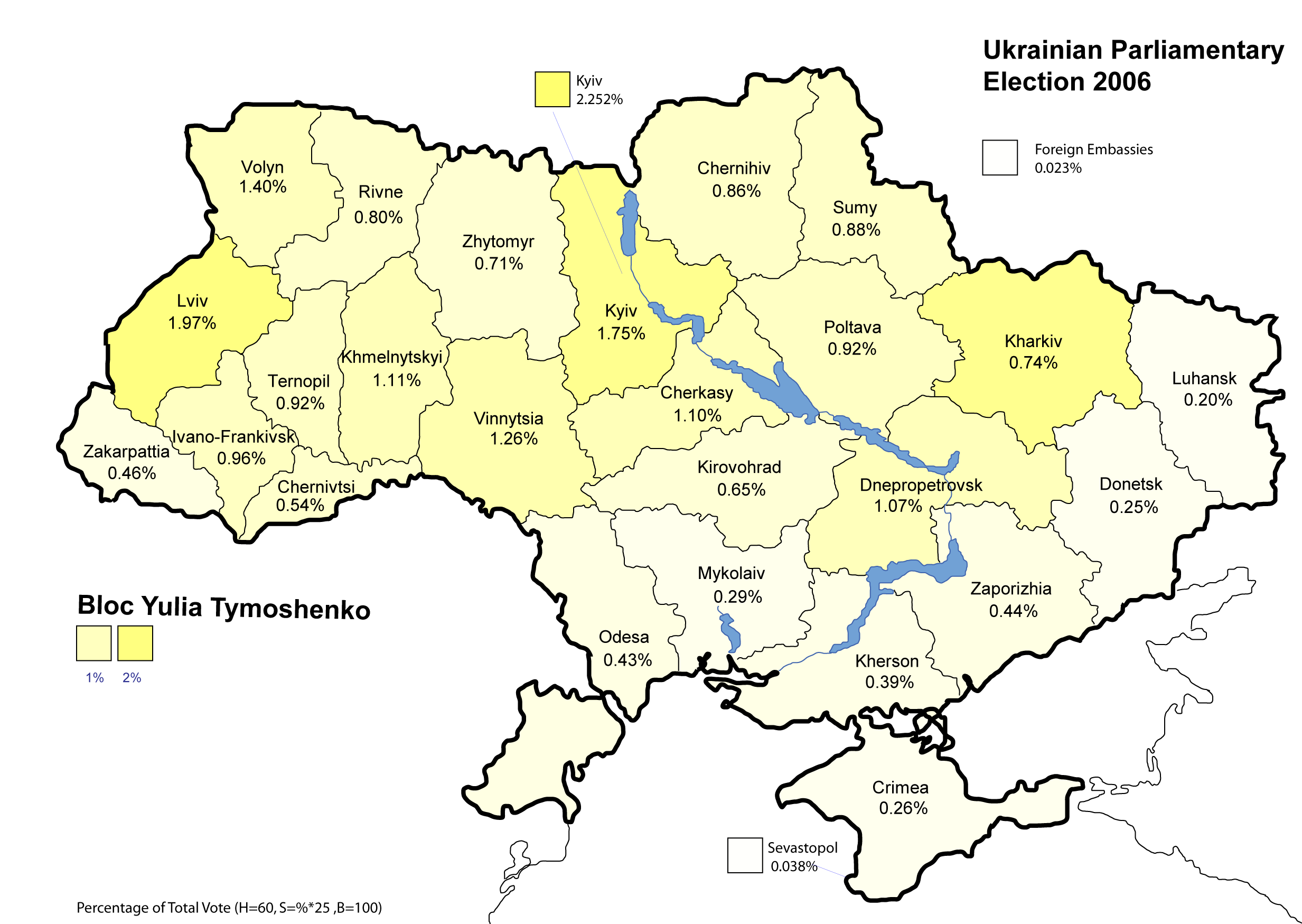
季莫申科聯盟在2006年議會選舉中各地區得票結果（全國得票率百分比）

在2006年烏克蘭議會選舉中，季莫申科聯盟以22.27%的得票率成為第二大黨，僅次於得票率33%的地區黨，並領先得票率不到14%的我們的烏克蘭—人民自衛聯盟。他們贏得450席中的129席。
一般普遍認為橙色革命的支持者們將組成新政府，但經過三個月的協商仍未能達成協議，烏克蘭社會主義黨決定支持地區黨與烏克蘭共產黨的「反危機聯盟」。
在2007年選舉中，季莫申科聯盟成員有：
- 全烏克蘭「祖國」聯盟
- 烏克蘭社會民主黨
- 改革與秩序黨

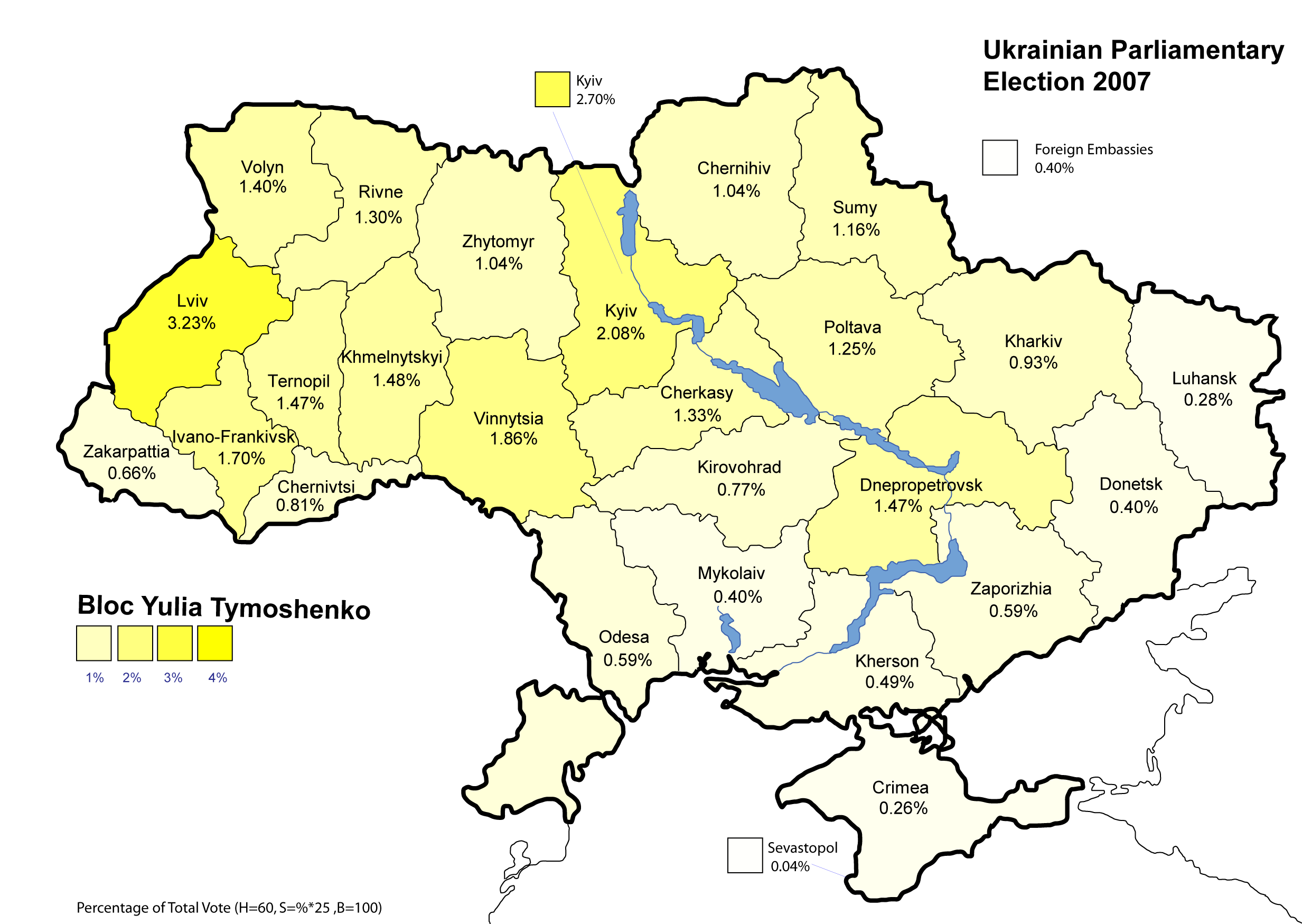
季莫申科聯盟在2007年議會選舉中各地區得票結果（全國得票率百分比）

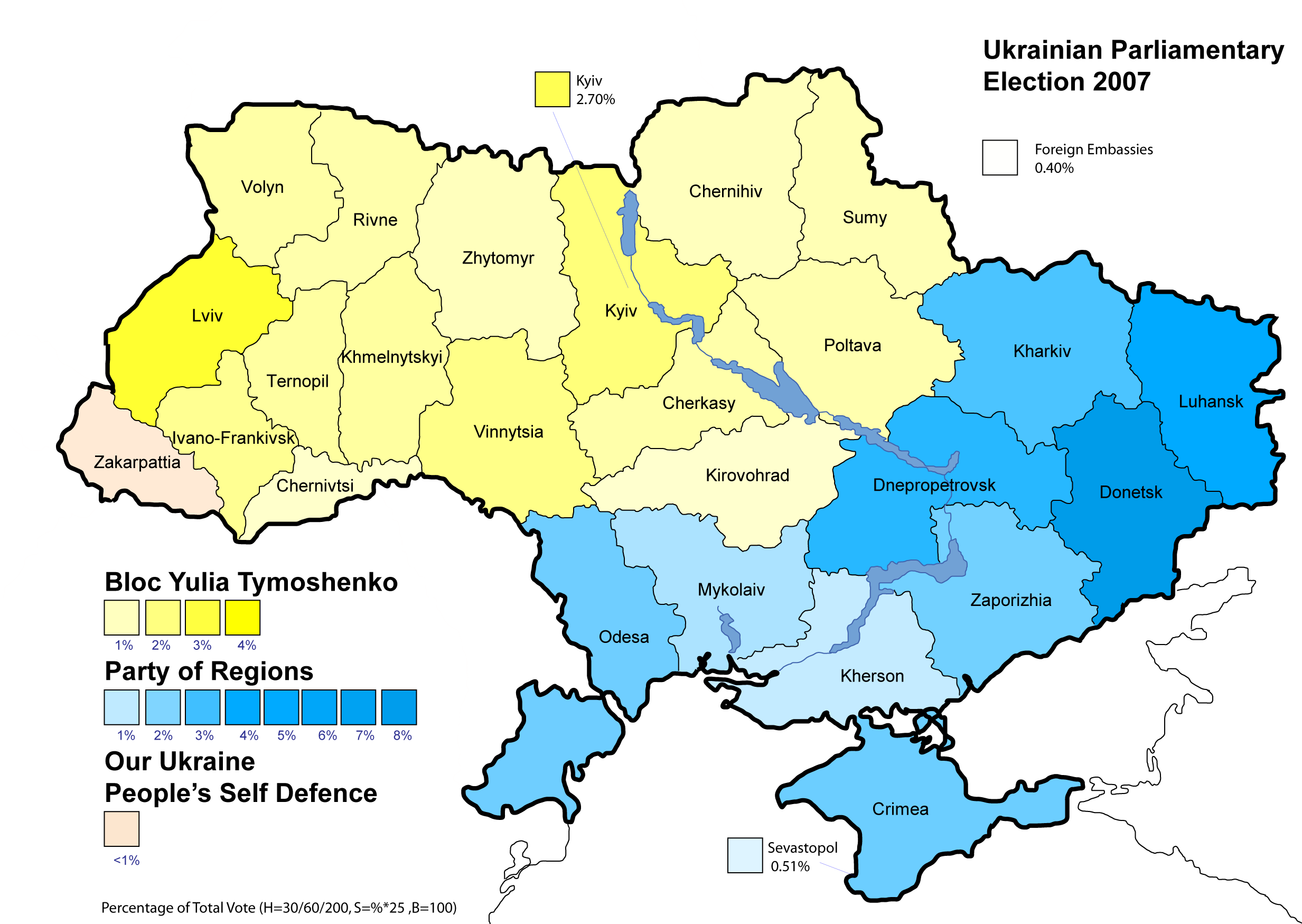
各地區之最高得票（全國得票率百分比）政黨

烏克蘭共和黨集會加入人民自衛聯盟，而烏克蘭共和黨在2002年4月併入該黨。
在2007年烏克蘭議會選舉中，該聯盟拿下450席中的156席，與06年相比增加了150萬票（8.24%）。大部分增加的票數是來自季莫申科聯盟的票倉。烏克蘭中央選舉委員會所公布的統計資訊顯示增加的票源多數來自其他小黨與烏克蘭社會黨游離票，還有一小部分來自人民自衛聯盟。
2007年10月15日，人民自衛聯盟與季莫申科聯盟將在新議會組成多數聯盟。11月29日，季莫申科聯盟與人民自衛聯盟簽署結盟（全國得票率45%）。2007年12月18日，季莫申科以兩票之差當選總理。
| 2007年政治組成 | 六大黨07年得票率 | 六大黨得票率變化 | 各選舉區票數變化 |

在2008年烏克蘭政治危機中，季莫申科聯盟與我們的人民自衛聯盟（OU-PSD）的政治聯盟發生危機，季莫申科聯盟與地區黨進行同盟協商。但在2008年12月9日弗拉基米爾·利特溫（Volodymyr Lytvyn）被選為烏克蘭議會議長後，他宣布他所屬的利特溫聯盟、季莫申科聯盟與人民自衛聯盟將籌組新聯盟。在協商後，三黨於12月16日正式簽署成立新政治聯盟。雖然利特溫預計議會將運作至2012年，但仍無法確定是否會停止提前選舉。總統尤先科解散議會的命令未執行。
2009年7月3日，烏克蘭議會決議停止季莫申科聯盟議員維克托·洛金斯基（Viktor Lozinskyi）的職務。當時他涉嫌故意造成嚴重身體傷害而死亡。檢察總長辦公室向烏克蘭議會申請逮捕，最後在444位登記議員中以416票贊成（包括133位季莫申科聯盟議員）通過解除洛金斯基的議員豁免權。

### 重回反對黨
2009年10月，季莫申科聯盟宣布推派季莫申科參選2010年烏克蘭總統選舉。她在第二輪中敗選。
第二屆季莫申科政府在2010年3月3日總辭（7名季莫申科聯盟支持不信任投票）。季莫申科聯盟成為反對黨2010年3月11日，季莫申科聯盟向烏克蘭中央選舉委員會提出解除6名加入新內閣的議員職務。2010年4月，10名季莫申科聯盟議員脫黨支持尼古拉·阿扎羅夫的內閣。
3月16日，影子內閣成立。
2010年5月，季莫申科聯盟成員須提出新申請加入該聯盟。2010年6月26日，祖國黨委員會開除支持阿扎羅夫內閣的亞歷山大·費爾德曼（Oleksandr Feldman）黨籍 。2010年9月21日，有28名成員因支持執政聯盟而遭開除黨籍。
2010年11月16日，聯盟更名為「季莫申科聯盟－祖國」。
2010年年底，季莫申科聯盟從2007年的156名議員減少至113名。多數退黨者在2011年2月加入支持阿扎羅夫內閣的「穩定與改革聯盟」（17名為未來改革聯盟創始成員）。四人在2010年10月加入地區黨（另外五人在2011年3月加入）。2011年2月初，7名議員遭開除黨籍。2011年2月2日，黨魁季莫申科表示季莫申科聯盟中曾受到地區黨資助或進入地區黨選舉名單的議員被脅迫支持阿扎羅夫政府的法案。烏克蘭總統亞努科維奇與地區黨被指控試圖在烏克蘭建立「控制民主體制」，試圖「摧毀」主要反對黨季莫申科聯盟，但兩者都否認這項說法。

## 意識形態
季莫申科聯盟與多數烏克蘭政黨一樣沒有明確的意識形態，然而該黨為親歐主義擁有自由民族主義與社會自由主義觀點，並正面看待私有制。但部分政治分析家認為是民粹主義。

## 目前各議題立場[86]

### 憲法
該黨提出對政府制度（總統制或議會制）與推行新憲法的全國公民投票。

### 司法
提高法官薪資，廢止要求他們審理特定案件。貧困公民的法律援助計畫，收入不再是司法陳述與審議的最終決定因素。

### 媒體
建立公共廣播電視、提高透明度、揭露媒體持有人、建立媒體業主與新聞工作者間的協議，以促進公開且誠實的編輯方針、提高網路可用性。

### 反貪腐
實行徹底的打擊貪腐計畫。

### 社會改革
提供更好的社會福利制度，鼓勵增加人口。具體計劃包括強制性醫療保險、窮困民眾的免費醫療服務、可負擔的藥品、鄉村醫師計劃、提高新生兒給付。此外，建議提高年輕家庭的嬰兒護理津貼和長期低息貸款。

### 教育
藉由恢復及提升教育體系水準以抑制人才外流。這些措施包括鼓勵專業教育、高等教育、研究發展的投資。

### 運輸
建設新的石油和天然氣管線，並擴大公私合作投資以改善公路、鐵路和機場。現行乘客、貨物運輸制度的自由化。

### 企業
鼓勵具有財富創造能力的中小型企業發展，以解決支配產業界的大型企業與小型企業間的不平衡。透過新稅收政策減輕稅務負擔，同時擴大評估、最大限度地減少稅收減免，取消增值稅。簡化設立與管理企業的程序，建立符合歐洲水準的低企業貸款利率。股東的權利將得到保護、改革許可證制度、減少政府官僚。

### 能源
廢除國家對壟斷進口資源的依賴，並加強與歐盟在能源政策上的協調與合作。具體政策包括歐洲電力供應與消費市場的整合、採取措施減少石油與天然氣的消耗、增加褐煤的使用與合成燃料的生產。完成敖得薩－布洛帝－普沃茨克（格但斯克）運輸管線，並建造連結裡海（經過亞塞拜然與喬治亞）與黑海的石油管線。鼓勵國內陸上或海上（黑海、亞速海）的能源生產。

### 投資
鼓勵國內外投資。改變或消除目前阻礙投資的立法與法律間的矛盾。政府在長期租賃土地分配給有意在烏克蘭建立工廠設施（特別是科技產業）的投資者時，過程必須進行簡化、有效率。其他建議包括透明、公開私有化與招標過程，建立區域特派員網路以簡化取得進口執照的步驟。未來將特別強調吸引對電力部門的投資，而且所有立法將依照世界貿易組織的慣例。

### 建設
季莫申科聯盟提出，針對購屋建立一套較低的抵押貸款利率制度以及政府公共住宅計畫。權力下放給區域層級將可促成住宅與商業場所的目標。目前也在展望工業項目的特別稅收優惠，以補充上述的投資計畫。

### 農業
將實施一套方案以建立更為強大、更有利潤且負起環境責任的農業。關鍵措施有提供發展資金、農業交流、保險資金和土地銀行。其他措施包括有推廣農產品的海外市場。為了讓土地市場便於運作，農業生產者將可取得低息貸款，並鼓勵發展農村地區的合作銀行與信用社。

## 其他政黨關係
雖然我們的烏克蘭是季莫申科聯盟的主要盟友，但與勁敵地區黨的關係正緩慢改善。2009年2月13日，地區黨領袖維克托·亞努科維奇表示地區黨已準備好與季莫申科聯盟結盟，他表示：「我們已經做好結盟準備，但是是以在危機中奮鬥為基礎。」前一天，季莫申科聯盟副領導人安德烈·波特諾夫表示，他所屬的政治勢力與地區黨結盟是不太可能，但若是在下次烏克蘭總統大選結束後就有可能。總理季莫申科在2009年3月17日表示，她的聯盟願意與地區黨共同努力通過烏克蘭議會的部分法案：「你是地區黨代表，我是代表季莫申科聯盟。是時候讓我們共同努力，造福國家。」2009年3月30日，亞努科維奇表示他不太認為有機會與季莫申科聯盟在本屆議會組成同盟。同時他還補充在關於《烏克蘭憲法》的地方自治政府改革、司法改革、和明確訂立總統政府議會職權等修正案上，「有必要在主要議題上達成一致意見」。
截至2008年5月下旬為止，亞努科維奇與季莫申科聯盟的會談持續進行中。2009年6月2日，根據總統新聞秘書伊琳娜·凡妮科娃（Iryna Vannykova）所述，尤先科認為所謂有關憲法修正案的秘密會談是違反憲法的政變
六月初，雙方進行會談，期望建立一個聯合政府以對抗經濟危機，季莫申科指責亞努科維奇背叛：「他單方面，沒有通知任何人，退出談判，發表招搖的政治聲明，扼殺了合併和烏克蘭的機會。」

## 外部連結
- （乌克兰語） （英文） 季莫申科聯盟官方網站
- （英文） 季莫申科個人官方網站